# Richard Kackstein

Richard Kackstein

Richard Kackstein (* 13. Februar 1903 in Triglitz; † 11. Mai 1966 in Wolfsburg) war ein deutscher Politiker (NSDAP).

## Leben und Wirken
Nach dem Schulbesuch erlernte Richard Kackstein den Bauernberuf. Die Reichstagshandbücher legen nahe, dass er spätestens 1933 als Bauer in Telschow und spätestens 1936 als Bauer in Kuhbier lebte.
Zum 1. Juni 1928 schloss Kackstein sich der NSDAP an (Mitgliedsnummer 91.142). Außerdem wurde er Mitglied der Sturmabteilung (SA), in der er mindestens den Rang eines Sturmbannführers erreichte.
Von 1932 bis zur Auflösung dieser Körperschaft im Herbst 1933 saß Kackstein als Abgeordneter der NSDAP im Preußischen Landtag. Anschließend gehörte er von November 1933 bis zum Ende der NS-Herrschaft im Frühjahr 1945 dem nationalsozialistischen Reichstag als Abgeordneter für den Wahlkreis 4 (Potsdam) an. Nach der nationalsozialistischen „Machtergreifung“ im Frühjahr 1933 übernahm er außerdem Ämter als Kreisbauernführer und als Kreisleiter im Kreis Ostprignitz.